# Sericia simplex
Sericia simplex är en fjärilsart som beskrevs av Butler 1877. Sericia simplex ingår i släktet Sericia och familjen nattflyn. Inga underarter finns listade i Catalogue of Life.